# Model nomologiczno-dedukcyjny
Model nomologiczno-dedukcyjny (w skrócie model ND) - to formalizacja ogólnego schematu naukowego wnioskowania, zaproponowana przez Carla Hempla i Paula Oppenheima w 1948 r. Model ten opisuje w sposób możliwie najbardziej ogólny sposób rozumowania, który ma miejsce przy próbach naukowego wyjaśniania zjawisk i obserwacji.
Model ten jest swoistym uogólnieniem prób logicyzacji procesu generowania i stosowania teorii naukowych zaproponowanych przez filozofów wywodzących się z kręgu Koła Wiedeńskiego oraz Karla Poppera.

## Nomologiczna część modelu
Model ten zakłada, że w każdym jednostkowym rozumowaniu naukowym, mającym na celu „wyjaśnienie” - czyli odpowiedź na pytanie dlaczego dane zjawisko ma miejsce, występują dwa zbiory zdań logicznych:
- opisujące fenomen, który podlega wyjaśnieniu - nazywany eksplanandum - [S]
- wyjaśniające opisywany fenomen - nazywany eksplanansem - [P]

Aby rozumowanie było poprawne w sensie naukowym muszą być spełnione tylko dwa kryteria:
- eksplanans musi zawierać minimum jedno zdanie, któremu da się przyporządkować relację wynikania w stosunku do minimum jednego zdania w eksplanandum
- przynajmniej jedno ze zdań z eksplanansu, z którego wynika jedno ze zdań eksplanandum musi mieć charakter „prawa ogólnego” - a dokładnie dać się zapisać z użyciem kwantyfikatora wielkiego (Dla wszystkich X spełniony jest warunek Y)

Gdy eksplanans zawiera w sobie zdania, do których można przypisać poprzez relację wynikania wszystkie zdania eksplanandum - to wówczas „wyjaśnienie” jest pełne. Gdy nie wszystkie zdania eksplanandum są „wyjaśnialne” przez eksplanans - rozumowanie nadal jest naukowo poprawne - ale niepełne.

## Dedukcyjna część modelu
Dedukcyjność modelu ND zawiera się w fakcie, że każdy eksplanans może być w kolejnym rozumowaniu zamieniony na eksplanandum, dla którego szuka się kolejnego eksplanansu, co daje ogólny „algorytm” rozumowania naukowego:
[S]1 ← [P]1
[S]2 := [P]1
[S]2 ← [P]2
...
[S]n := [P]n-1
[S]n ← [P]n
Jeśli w danym rozumowaniu podstawimy za [S]1 - zbiór zdań będących bezpośrednim opisem obserwacji lub eksperymentu, a za wszystkie [P] - zdania tworzące kolejne piętra teorii naukowych - otrzymujemy standardowy model rozumowania nauk empirycznych.
Jakkolwiek teoretycznie, proces wyjaśniania można prowadzić w nieskończoność, w praktyce zatrzymuje się on na którymś, kolejnym eksplanansie ([P]n), który stanowi, przy aktualnym rozwoju nauki, bazowy zbiór zdań nie podlegających dalszemu wyjaśnianiu.

## Wyjaśnianie = przewidywanie
Rozumowanie ND można też przeprowadzać w drugą stronę - tzn. wychodząc z teorii [P]n generować przez wynikanie kolejne eksplanandy - aż do dotarcia do eksplanandum będącego zbiorem zdań obserwacyjnych. Tak więc, z logicznego punktu widzenia, przewidywanie i wyjaśnianie są dokładnie takimi samymi procesami, tylko prowadzonymi w innym kierunku.

## Wnioski z modelu
Celem stworzenia tego modelu było uproszczenie i zunifikowanie sposobów opisywania rozumowań naukowych przez różnych metodologów nauki. Potrzeba tego rodzaju uproszczenia zaistniała głównie na skutek dyskusji między członkami Koła Wiedeńskiego między sobą, a także między nimi i ich oponentami na temat tego, które zdania obecne w rozumowaniach naukowych można uznać za „obserwacyjne”, a które są już „teoretyczne”. Model ten w pewnym sensie rozwiązywał ten dylemat - przyjmując po prostu, że pierwsze, bazowe eksplanandum jest zdaniem obserwacyjnym, a wszystkie kolejne eksplanansy stanowią zbiór zdań tworzących teorię.
Kilka lat po ogłoszeniu tego modelu, gdy został on w zasadzie zaakceptowany przez większość pozytywistów logicznych, a także Karla Poppera - matematyk i logik Willard Van Orman Quine - zauważył, że z użyciem tego modelu można dowieść, że żaden z eksplanansów końcowych ([P]n) nie może być skutecznie ani zweryfikowany, ani sfalsyfikowany.
W przypadku próby weryfikacji teorii (czyli sumy zbiorów od [P]n do [P]1) zawsze istnieje możliwość „odkrycia” w każdej chwili zdania należącego do zbioru [S]1, które będzie sprzeczne z przewidywaniem wyprowadzonym z [P]n (czyli zweryfikuje je negatywnie) - mimo że wcześniej zebrano już dowolnie dużą, ale skończoną liczbę zdań wyjaśnialnych w obrębie [P]n - a więc pozornie je zweryfikowano. Biorąc pod uwagę, że zbiór zdań obserwacyjnych jest potencjalnie nieskończony, prawdopodobieństwo potwierdzenia teorii przez nawet ogromną liczbę obserwacji jest zawsze równe 0(!). Dokładnie to samo rozumowanie, tylko w sposób mniej formalny, przeprowadził wcześniej Popper, co skłoniło go do zaproponowania jako kryterium naukowości - zasady falsyfikacji.
Jednakże, w przypadku próby falsyfikacji samej [P]n istnieje zawsze możliwość takiej modyfikacji któregoś z kolejnych zbiorów eksplanansów [P] - aby uzgodnić dowolne zdanie z [P]n z dowolnym zdaniem z [S]. Co więcej, Quine dowiódł, że w zasadzie wystarcza jedno „piętro” wyjaśniania ([P]2 → [P]1 → [S]) aby uniemożliwić falsyfikację, gdyż do zbioru [P]1 zawsze można dodać zdanie uzgadniające dowolne zdanie z [P]2 z dowolnym zdaniem z [S]. Tak więc, wbrew Popperowi, praktycznie wszystkie teorie naukowe, oprócz tych, które zawierają wyłącznie zdania będące w bezpośredniej relacji logicznej z [S] (czyli należące do zbioru [P]1) - są całkowicie niefalsyfikowalne - albo inaczej - zawsze można je przed sfalsyfkowaniem obronić.
Wynik Quine’a został zaakceptowany także przez samego Poppera, który próbował na różne sposoby „obejść” model Hempla, ale bez większego powodzenia. Problem ten stał się też punktem wyjścia do teorii programów badawczych Imre Lakatosa.